# Френкель, Штефан
Штефан Френкель (нем. Stefan Frenkel; 21 ноября 1902, Варшава — 1 марта 1979, Нью-Йорк) — немецкий и американский скрипач, музыкальный педагог, композитор еврейского происхождения.
Начал учиться игре на скрипке у своего дяди Морица Френкеля, в 1918 г. дебютировал с концертом в Варшаве. Затем продолжил обучение в Берлинской высшей школе музыки в 1919—1921 годах под руководством Адольфа Буша и Карла Флеша, изучал также композицию у Фридриха Эрнста Коха. На протяжении 1920-х годах выступал в составе фортепианного трио вместе с Паулем Шраммом и его женой виолончелисткой Мари Хан, в 1924—1927 годах вместе с Шимоном Гольдбергом концертмейстер Дрезденского филармонического оркестра. Затем вёл преимущественно сольную карьеру в Дрездене, гастролировал в различных германских городах, с 1929 года концертмейстер Оркестра Кёнигсбергского радио. Состоял в Международном обществе современной музыки, сотрудничал с ведущими немецкими композиторами, в том числе с Паулем Хиндемитом, Каролем Ратхаусом, Филиппом Ярнахом. Особенно прочное сотрудничество связывало Френкеля с Куртом Вайлем: Френкель постоянно исполнял его концерт для скрипки и духовых (осуществив германскую премьеру в Дессау 29 октября 1925 года, спустя три месяца после мировой премьеры с Марселем Дарьё в Париже) и переложил для скрипки несколько номеров из «Трёхгрошовой оперы».
С приходом к власти нацистов Френкель некоторое время выступал в концертных программах Еврейского культурного союза, в 1935 году перебрался в Швейцарию, где некоторое время был концертмейстером Оркестра романской Швейцарии. В 1936 году уехал в США, где до 1940 года был первым концертмейстером Метрополитен-опера. В дальнейшем вёл разнообразную концертную и педагогическую деятельность (в частности, в 1964—1968 годах преподавал в Принстонском университете).
Опубликовал концерт для скрипки и струнных op. 9 (1929), Маленькую сюиту для скрипки и струнных op. 12 (1931), ряд камерных сочинений для своего инструмента.